# Batalla de Cabo Norte
La Batalla naval del Cabo Norte, también conocida como la Batalla de la Isla de los Osos, fue una batalla naval ocurrida durante la Segunda Guerra Mundial, el 26 de diciembre de 1943 en aguas del Océano Glaciar Ártico que enfrentó a fuerzas navales de Alemania e Inglaterra, teniendo como resultado el emboscamiento y posterior hundimiento del Crucero de batalla alemán Scharnhorst. La batalla se desarrolló en las aguas al sur de la isla del Oso frente al cabo Norte (Noruega).

## Antecedentes preliminares
Los ingleses y norteamericanos enviaban convoyes de abastecimiento de material de guerra a la Unión Soviética, quien para entonces estaba decidiendo su futuro en la Batalla de Stalingrado. Los convoyes, fuertemente escoltados hacían la ruta
ártica desde y hacía los puertos soviéticos de Murmansk o Arkangel. Dicho tráfico era el suministro de material de guerra para satisfacer las imperiosas necesidades de los soviéticos de tanques, camiones, metales, explosivos para abastecer el Ejército Rojo.
La Kriegsmarine y la Luftwaffe habían intentado repetidamente atacar los convoyes aliados desplegando submarinos, atacando con aviones torpederos (Heinkel He-111), obteniéndo algunos importantes éxitos iniciales; pero los aliados habían decidido proporcionar una fuerte escolta a sus convoyes tanto de ida como de vuelta, lo que dificultaba la aproximación y ataque subsecuente con el riesgo de involucrar a las unidades alemanas a combates forzados.
Además, Adolf Hitler presionaba a Karl Dönitz a atacar estos convoyes debido a su temor de que se produjera un desembarco en Noruega.

## Preludio
El miércoles 22 de diciembre de 1943, el nuevo jefe de la Kriegsmarine, Almirante Karl Dönitz tuvo conocimiento por medio de un avión meteorológico que sobrevolaba las islas Feroe que un convoy de 19 mercantes ingleses iba rumbo al puerto de Murmansk en la Unión Soviética, por el cual ordenó al crucero de batalla Scharnhorst anclado en el fiordo de Alten (Altafiord), al mando del contraalmirante al mando de una flotilla de destructores, Erich A. Bey quien en ese momento estaba con su personal a bordo del acorazado Tirpitz que atacara dicho convoy, este a su vez ordenó al capitán Fritz Julius Hintze preparar al Scharnhorst para misión de combate mientras se trasladaba al Scharnhorst en una lancha rápida, la operación se llamaría Ostfront.
Lo que los alemanes ignoraban que el convoy estaba fuertemente escoltado por el acorazado  Duque de York y el HMS Jamaica, comandados por el almirante Bruce Austin Fraser, ambas unidades estaban dotadas de radar de tiro, más 10 destructores y viniendo de vuelta encontrada estaban los cruceros HMS Norfolk, HMS Sheffield y por último el crucero ligero HMS Belfast escoltando al convoy RA-55B. Las unidades de Fraser venían en una ruta paralela al convoy, un poco más al sur.
Este convoy había partido en tres dobles hileras desde Loch Ewe el 20 de diciembre de 1943 hacia Murmansk, transportaba en carga completa unas 200 mil toneladas de munición, vehículos blindados, combustible de aviación y otros elementos de importancia militar. estaba escoltado por un acorazado, diez destructores, dos dragaminas, dos corbetas, más una cobertura aérea inicial.
Del lado alemán, el grupo de batalla integrado por el Scharnhorst y 5 unidades de la 4.ª escuadrilla de destructores.
La batalla se extendió por un tiempo de 96 horas, comenzando con el avistamiento por los alemanes del convoy mercante británico JW-55B, el miércoles 22 de diciembre de 1943, hacia las 11:00 a. m., hasta el hundimiento del Scharnhorst a unas 66 millas al nordeste de Cabo Norte, a las 7:45 p. m. del domingo 26 de diciembre de 1943.

## Desarrollo de los combates

### La emboscada

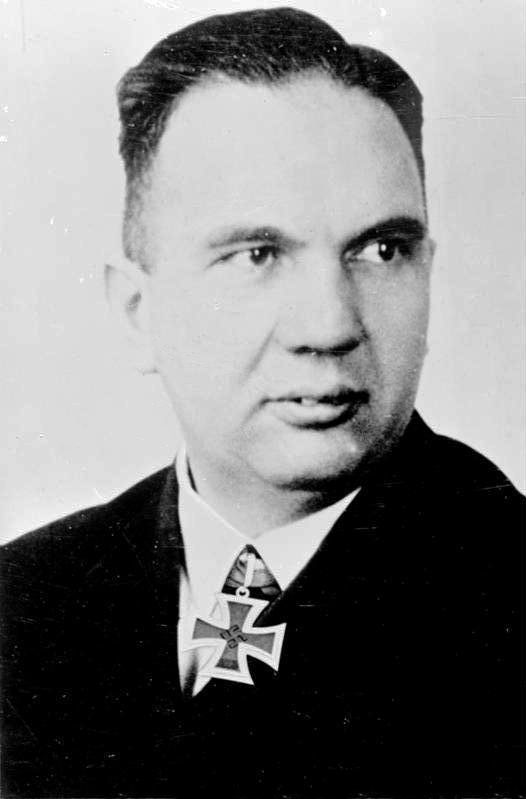
Contralmirante alemán Erich A. Bey

El Scharnhorst en el cual izaba su insignia el contralmirante Erich A. Bey zarpó en la tarde del 25 de diciembre de 1943 desde el fiordo de Alten junto a 5 destructores, las condiciones de mar eran muy malas y al entrar en mar abierto, las unidades menores levantaban penachos sobre sus proas. Tan malas eran las condiciones que se pensó en cancelar la operación; pero Dönitz insistió en llevarla a cabo ordenando que se hiciera contacto con el enemigo en la amanecida del 26 de diciembre. Erich Bey cometió un serio error táctico al radiar en dos oportunidades cortos mensajes informando de las pésimas condiciones de mar con la esperanza de que el alto mando decidiera suspender el ataque; pero aquellas emisiones fueron captadas por los ingleses y radiadas inmediatamente al almirante Fraser quien tuvo conocimiento de que el crucero pesado alemán estaba frente a su derrotero.
Fraser tomó las siguientes iniciativas, ordenó que el convoy desviara su ruta navegando hacia el norte y además ordenó que los cruceros del contralmirante Robert Burnett del convoy RA-55A dejaran sus puestos y navegaran hacía el encuentro del convoy amenazado viniendo desde el Este. Estas fuerzas eran ignoradas por Bey quien prosiguió radiando un tercer mensaje en la madrugada.

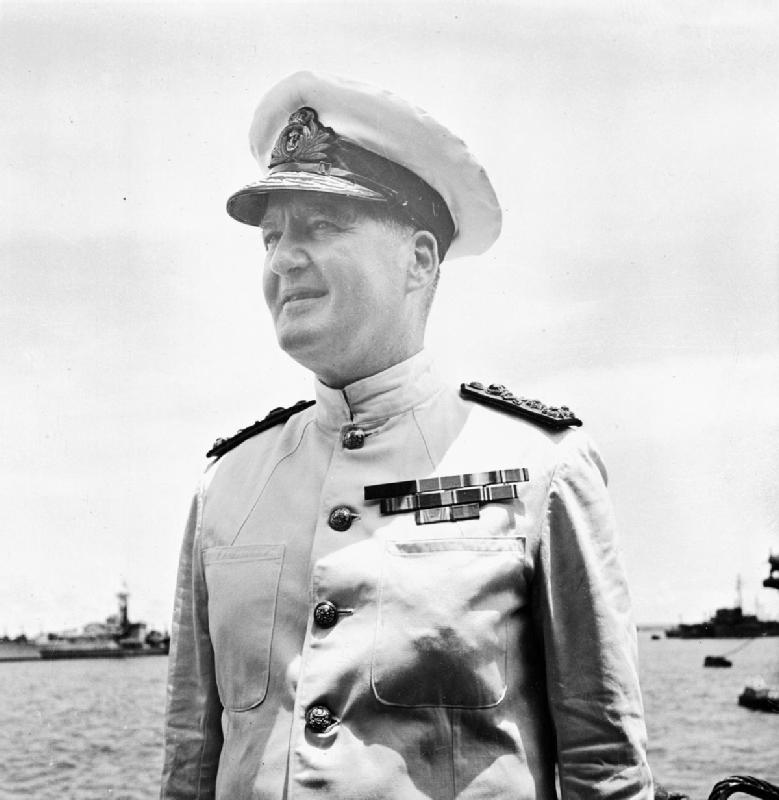
Almirante Sir Bruce Austin Fraser.

Al amanecer del 26 de diciembre, los destructores alemanes que iban a la vanguardia apenas podían dar 10 n de andar, Fraser ordenó arrumbar hacia el norte a las primeras horas del alba (que en esa latitud es aún de oscuridad), dejando a los destructores seguir su derrotero un poco más al sur para luego arumbar en la misma dirección. En esas latitudes y época del año, la luz diurna duraba hasta las 14 horas (aprox. 4 horas), pasado lo cual decaía rápidamente la visibilidad. Bey presintiendo que el convoy podría haber alterado su rumbo más hacia el norte, arrumbó sin saberlo en dirección al convoy; casi al mismo tiempo los radares de los cruceros ingleses de Burnett que venían de vuelta encontrada captaron al Scharnhorst y el HMS Belfast abrió fuego a 12 km de distancia sin visibilidad alguna, solo guiándose por el radar de tiro.
Las andanadas sorprendieron al Scharnhorst, y una de ellas alcanzó el puesto director de tiro secundario de babor que orientaba las piezas de ese lado de 15 cm. No solo destruyó este puesto sino que el impacto dañó el radiotelémetro del puesto director artillero principal, ubicado en la cofa del mástil torre quedando ciego electromagnéticamente.
El puesto director de popa también resultó afectado por otro impacto a popa y radió su situación a Dönitz pensando en abortar la misión, pero un mensaje cifrado desde un submarino que indicaba la nueva posición del JW-55B hizo que el mismo Bey decidiera no abandonar la operación. Ordenó romper el contacto con el enemigo, alcanzando la velocidad máxima de 30 n y consiguiendo dejar atrás a sus atacantes, que con esas condiciones de mar apenas alcanzaban los 25 n. El Scharnhorst se dirigió hacia la última posición conocida del convoy, ordenando a sus destructores que arrumbaran en la misma dirección. Mensajes cifrados fueron recibidos alrededor de las 11 de la mañana que señalaban que aviones de reconocimiento habían detectado cinco unidades hacia el norte de la posición del Scharnhorst. Bey creyó que eran sus propios destructores y desestimó la información manteniendo el rumbo.
Pasado el mediodía, el Scharnhorst hizo contacto con una avanzada de destructores ingleses y el crucero abrió fuego, al mismo tiempo, los cruceros Norfolk y HMS Belfast hacían contacto visual con el crucero alemán. Pero esta vez fue el Scharnhorst el que hizo blanco en ambos cruceros, provocándoles daños de mediana consideración. Considerando el daño del radiotelémetro y las condiciones de mar imperantes, fue una proeza que el crucero alemán diera en el blanco. Por fin, Bey decidió desistir de atacar el convoy al percibir que estaba muy bien protegido y arrumbó hacia el sur en pos del Cabo Norte para luego ingresar al fiordo de Alten. Bey invirtió el rumbo rompiendo contacto con el enemigo, instruyó que la flotilla de destructores (que iba varias millas más hacia el sureste) quebraran su rumbo en la misma dirección, por lo que el crucero quedó navegando sin cobertura, perseguido por sus enemigos, quienes lo seguían por radar. Bey confiaba en la superior velocidad del Scharnhorst.

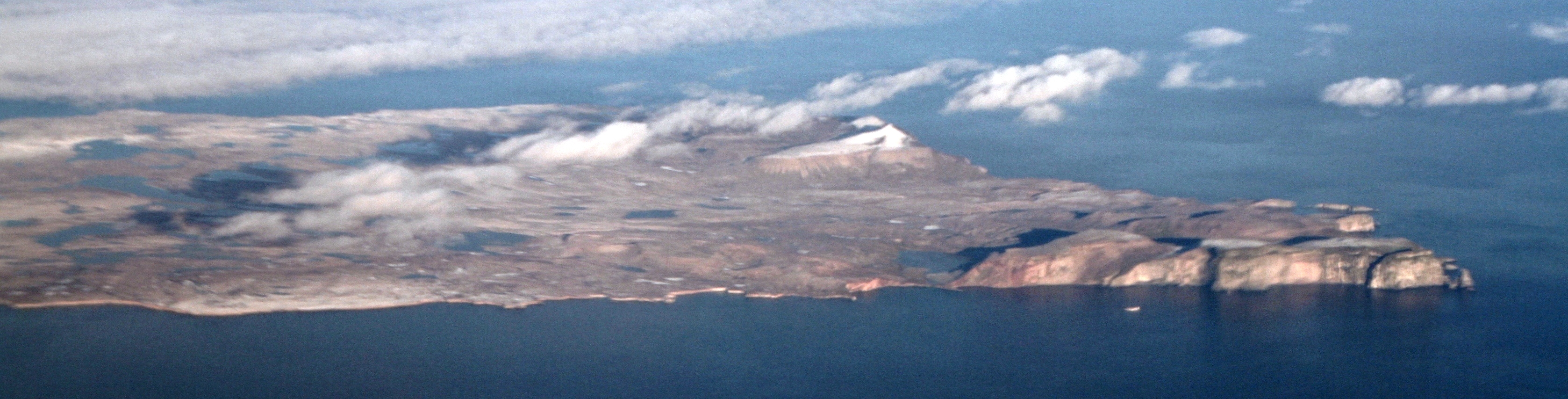
Isla de los Osos (Noruega) frente a la cual se hundió el Scharnhorst

Mientras avanzaba la oscuridad de la larga noche ártica, el Duque de York y el Jamaica se aproximaban desde el suroeste en pos de cortar la derrota del crucero alemán, y a las 16 horas sus radares detectaron al Scharnhorst. El HMS Belfast hizo lo mismo desde el noreste. Bey ignoraba que ha caído en una emboscada.
A las 16:15 horas, ya en plena oscuridad ártica, el Scharnhorst fue detectado por los radares de los buques de Fraser, el HMS Belfast disparó bengalas encima del crucero de batalla alemán, lo que ayudó al Duque de York a hacer blanco con sus disparos, desactivando una de sus torres popeles (Anton) y destruyendo el hangar detrás del puesto director de tiro de popa. Bey ordenó dar toda la maquinaría para lograr escapar de la trampa, alcanzando los 31 nudos y dejando atrás a sus perseguidores. Pero alrededor de las 18:20 horas, casi dos horas después del primer encuentro con las fuerzas de Fraser, mientras el crucero de batalla alemán realizaba una virada muy cerrada haciendo una pronunciada escorada, recibe un impacto bajo la línea de flotación, justo bajo el cinturón blindado lateral. El impacto que destruye la sala de calderas n.º 1 y el Scharnhorst baja su velocidad desde los 31 n a apenas 22 n; a pesar de que las reparaciones permiten recuperarse a 26 n, Bey da por perdida la esperanza de escapar y radía un póstumo mensaje: -"lucharemos hasta la última granada"-.

### Desenlace

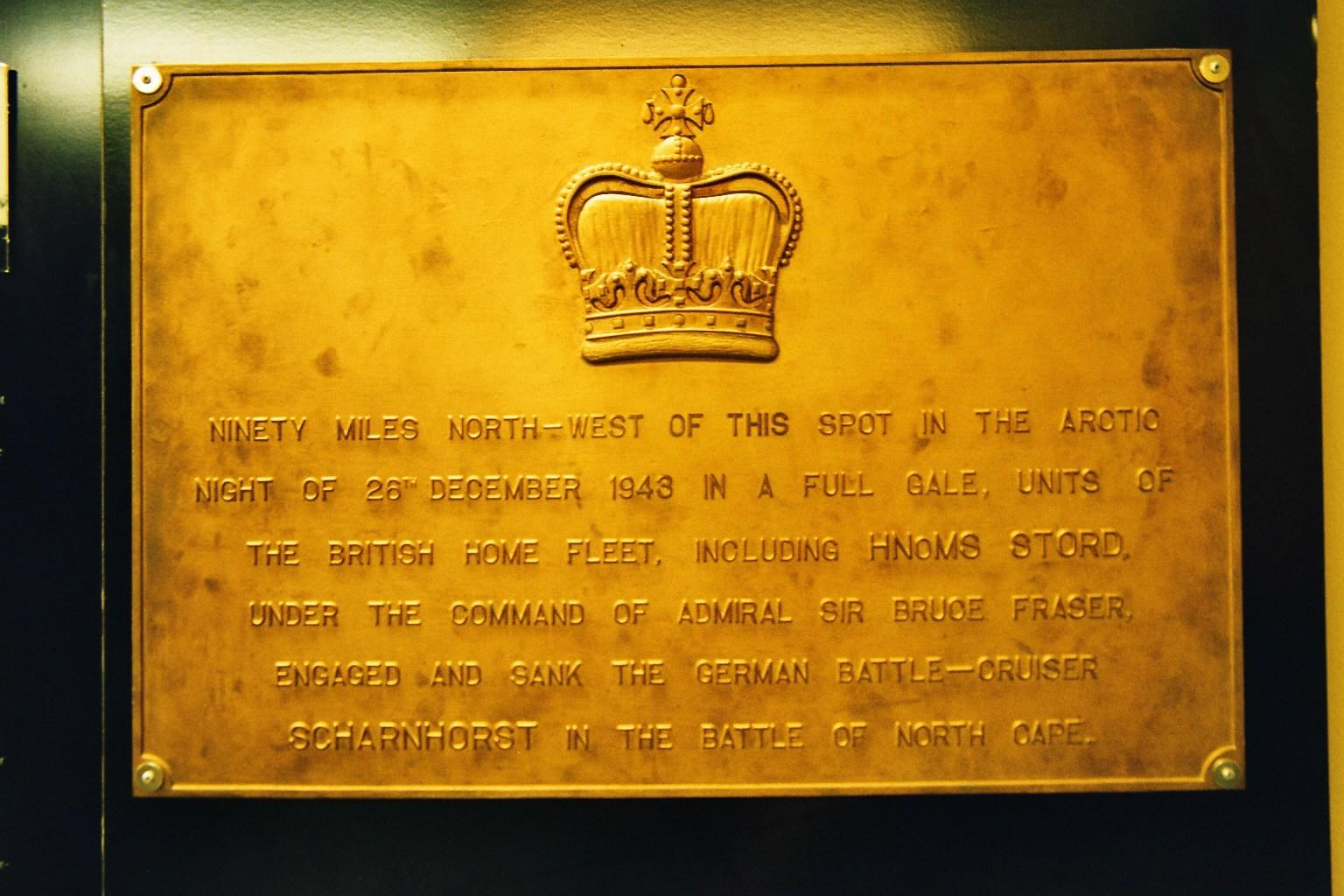
Placa conmemorativa de la Batalla del cabo Norte

El Scharnhorst con apenas 26 n, es alcanzado por las avanzadas de destructores de Burnett, la misión es provocarle daños al crucero alemán de tal modo que quede a disposición del acorazado británico.
Los destructores Sauvage y Saumarez, se acercan y logran impactar con tres golpes de torpedo al Scharnhorst quien responde con su artillería secundaria; el crucero alemán baja su velocidad a 22 n.
A las 19: 15 horas el Duque de York y el HMS Jamaica abren fuego a 10.400 m con tiro dirigido por radar y además es iluminado por bengalas lanzadas desde el HMS Belfast. El acorazado británico es alcanzado en su mástil desactivando el radar; por un tiro afortunado del crucero alemán, el Duque de York se acerca al crucero alemán, mientas los destructores HMS Scorpion, HMS Mousqueter y el HMS Stord disparan una salva de 19 torpedos, muchos de los cuales impactan a babor del crucero alemán, este comienza a escorar y se ordena el abandono del buque alemán. El HMS Stord llegó a acercarse a apenas 1.500 m del crucero en llamas. El HMS Jamaica lanza la última salva de torpedos; en total el crucero pesado alemán recibió al menos 19 impactos de torpedo y 52 salvas de 356 mm desde el Duque de York.
A las 19:45 horas el Scharnhorst se vuelca con sus hélices aún en marcha, solo logran salvarse a 36 marinos alemanes de los 1.669 de su dotación. Al hundirse, una descomunal explosión submarina es percibida en el lugar donde había desaparecido el crucero alemán. El HMS Scorpion intenta rescatar al contralmirante Bey, detectado en el mar pero no logra hacerlo por la mar gruesa. El capitán Hintze es muerto también en acción. De haber estado en condiciones óptimas, el Scharnhorst habría podido enfrentarse a todos las unidades atacantes con grandes probabilidades de éxito; salvo contra el Duque de York. Los ingleses tuvieron 18 muertos, principalmente de la acción del mediodía en los cruceros de Burnett.

## Consecuencias
Como consecuencia de esta batalla en que se hundió a la penúltima nave de superficie en servicio de la Alemania nazi, el crucero de batalla Scharnhorst quedando únicamente el acorazado Tirpitz como único navío mayor de superficie alemán disponible para la Kriegsmarine de Hitler en el norte de Noruega, el cual sería hundido mediante las pesadas bombas Tallboy, lanzados en picado desde aviones bombarderos Avro Lancaster británicos el 12 de noviembre de 1944. Con la pérdida de Scharnhorst la Kriegsmarine perdió definitivamente la posibilidad de poder rivalizar con la Royal Navy, pasando a manos de esta última el dominio marítimo de superficie.

## Los protagonistas

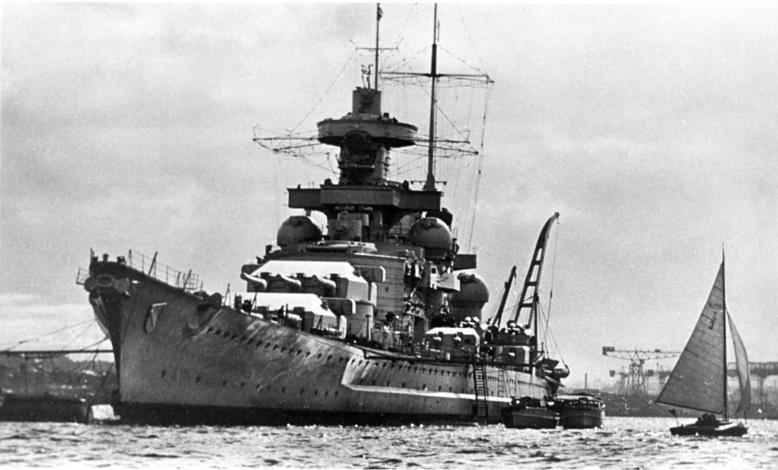
El acorazado Scharnhorst, hundido en la batalla.
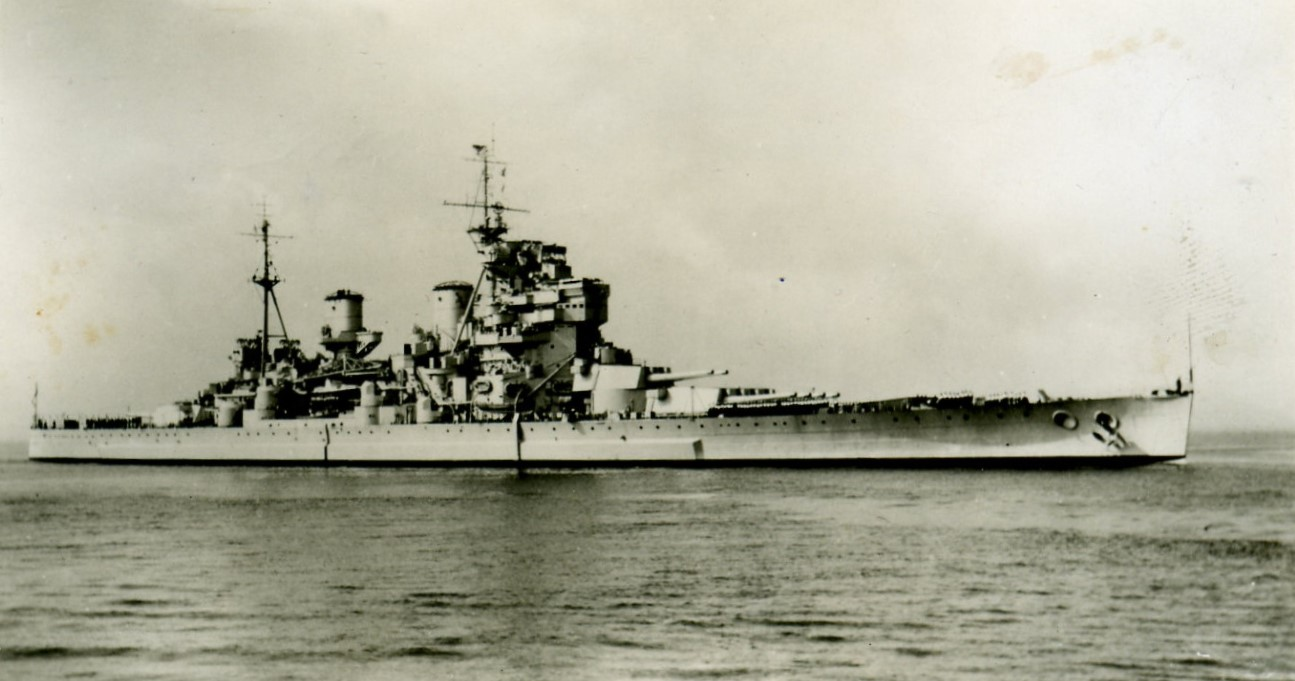
Acorazado británico HMS Duke of York
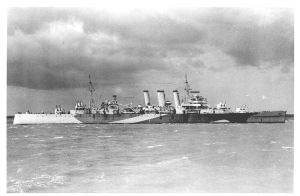
HMS Norfolk (Crucero pesado)
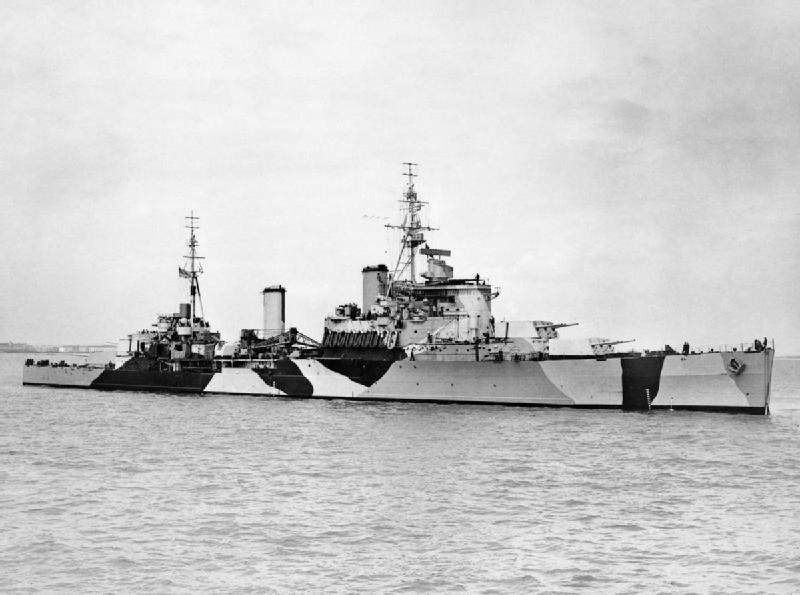
HMS Jamaica (crucero ligero)
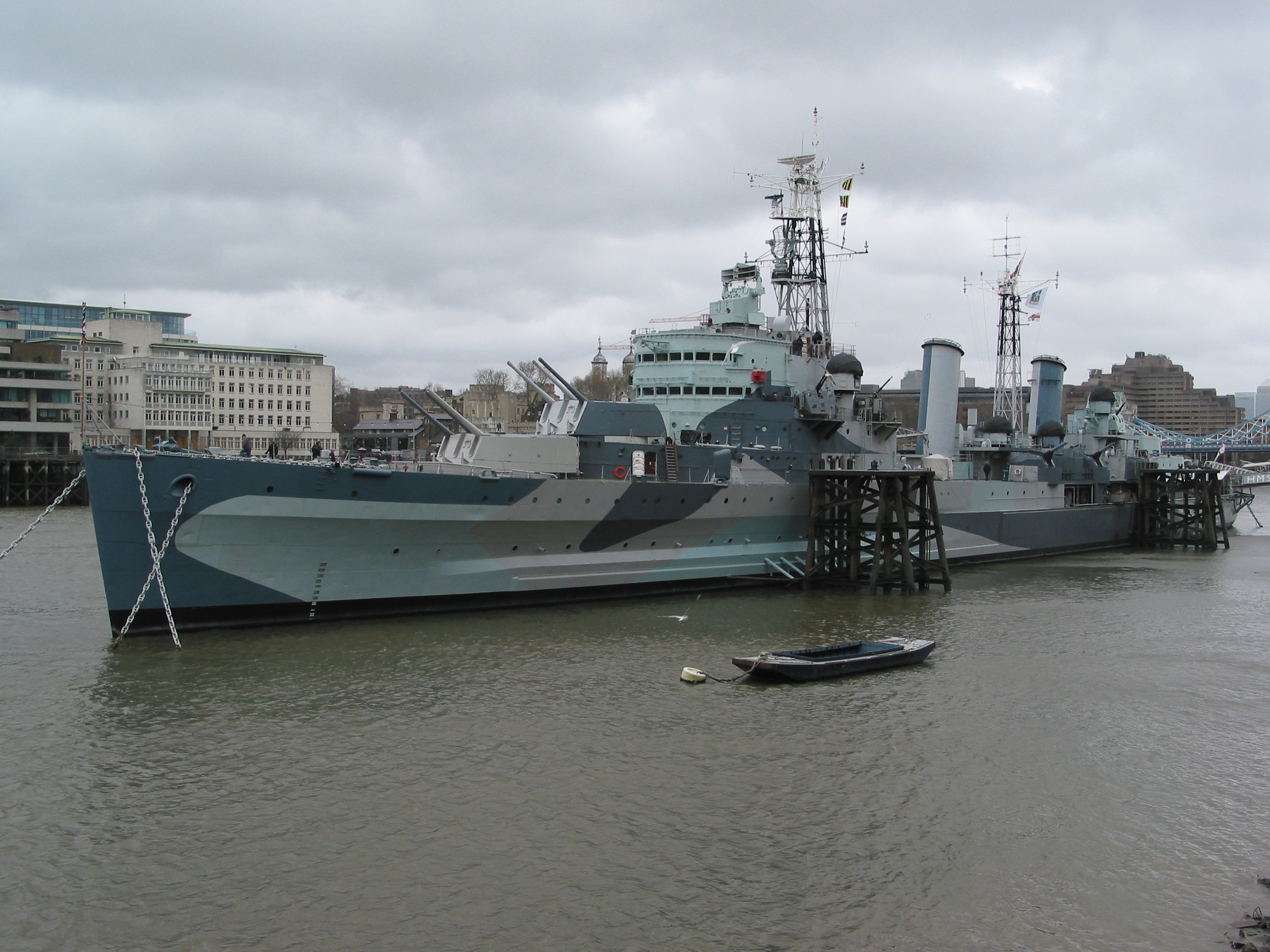
HMS Belfast (crucero ligero)
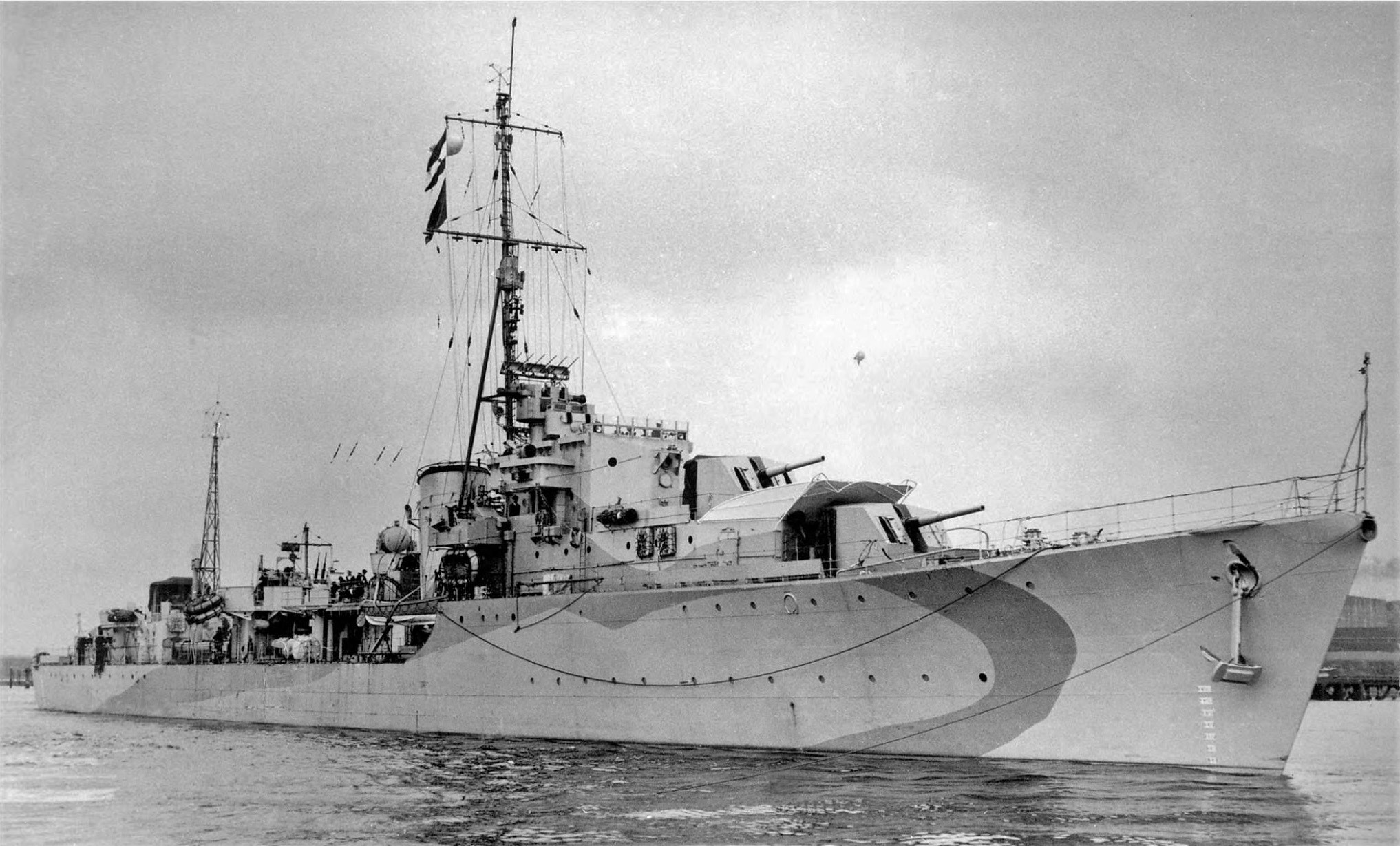
HMS Saumarez (destructor)
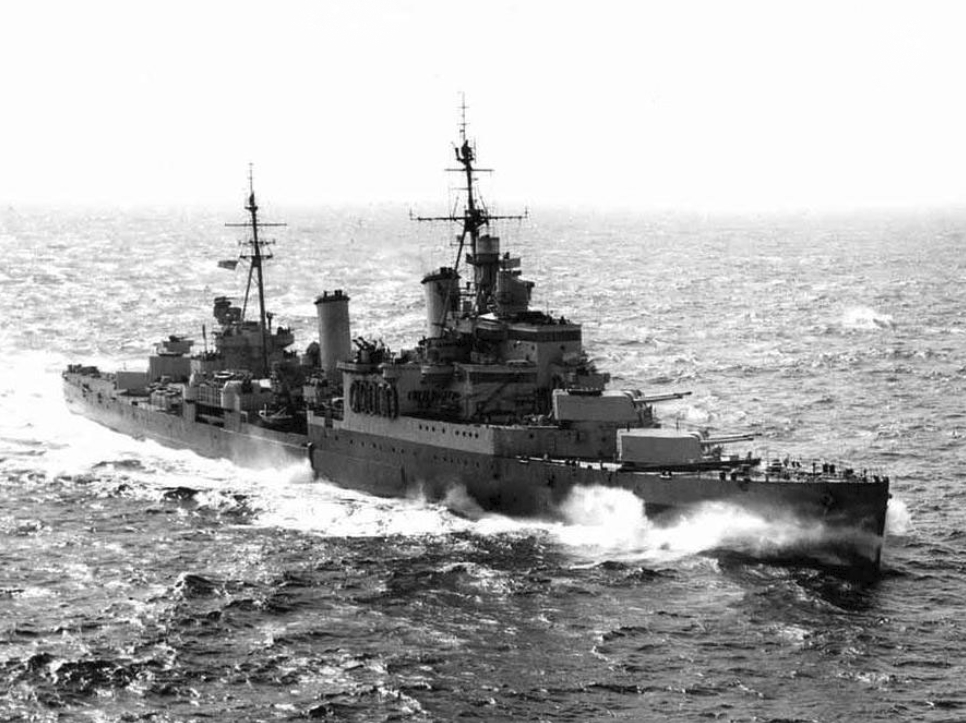
HMS Sheffield (crucero ligero)
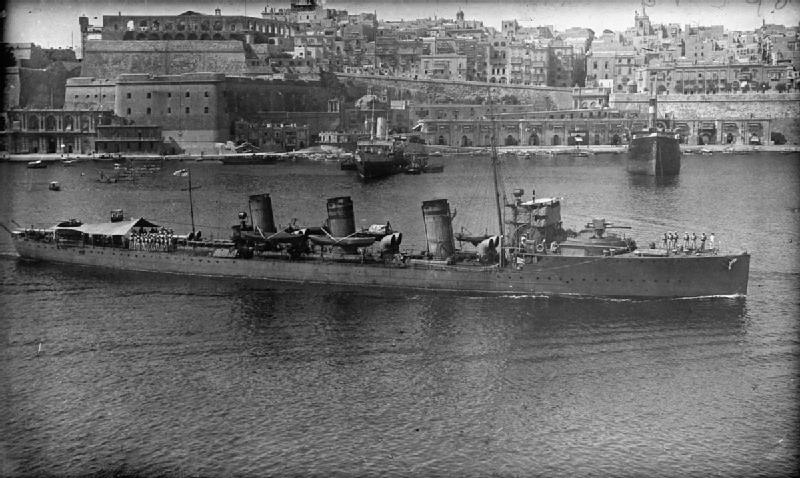
HMS Scorpion (destructor)